# 1999 XK98
1999 XK98 är en asteroid i huvudbältet som upptäcktes den 7 december 1999 av LINEAR i Socorro County, New Mexico.
Asteroiden har en diameter på ungefär 9 kilometer och den tillhör asteroidgruppen Eunomia.